# 堺市乗合タクシー
堺市乗合タクシー（さかいしのりあいタクシー）とは、大阪府堺市が運行する乗合タクシー（デマンド型交通）である。2013年6月30日をもって廃止された堺市のコミュニティバス「堺市ふれあいバス」および「みはらふれあい号」の代替的な公共交通として実証実験を経て、翌2014年3月10日より運行を開始した。
高齢者や障害者、乳幼児連れの保護者など、自家用車での移動が困難な交通弱者の移動手段を確保することを目的として、堺市内のうち、堺区を除く6つの行政区で、定時定路線の合計9ルートで運行する。
第一交通産業グループのタクシー事業者である、大阪第一交通株式会社に運行を委託している。

## 概要
かつて運行されていたコミュニティバスの「堺市ふれあいバス」や「みはらふれあい号」とは異なり、ほとんどの路線は行政区ごとの運転区間ではなく、鉄道駅同士を結ぶ路線である。また美原区循環の1ルートを除き、循環経路ではなく起終点が別々に存在する。ただしルートの一部はふれあいバス・みはらふれあい号の経路を踏襲しており、一部の停留所はふれあいバス・みはらふれあい号のものとほぼ同位置にあるほか、停留所の形状もふれあいバスのものを引き継いでいる。
また運行趣旨として、公共交通空白地域における交通利便性の確保を目的としており、代替交通手段が豊富な地域には運行ルートが設定されていないほか、駅前から駅前までなど代替交通手段が存在する停留所間での利用はできない。
運行日は、ふれあいバスが週3日のみであったのに対し、2014年3月10日の運行開始時には、月曜から金曜の5日間（年始の1月1日 - 1月3日は運休）として利便性を向上させた。さらに2015年11月1日以降は毎日運行に改善されている。
2016年4月1日からは本格運行へ移行し、実証実験時の路線設定を基本として、さらに幅広い地域を網羅できるようルートが再編された。

## 運賃・利用方法
- 運賃は大人300円、小人（小学生以下）150円。
- 65歳以上の市民が「おでかけ応援カード」を呈示した場合は100円となる。
- 各種障害者手帳の提示による障害者割引もある（大人・小人ともに半額）。

乗合バスのふれあいバス・みはらふれあい号とは異なり完全予約制で、乗車には事前の電話予約が必要である。運行ルート上の全ての停留所に予約がない場合は運休する。
運行開始当初の本数は午前2便、午後2便で、予約は乗車の1週間前から3時間前までだが、午前中の第1便は前日の18時までの予約が必要であった、2015年4月1日以降は1便増便され、午前2便、午後3便となり、予約期限も乗車の1週間前から2時間前までに変更された。

## 路線

### 現行ルート
制度の趣旨から、鉄道駅間、公共施設間、鉄道駅と公共施設間（★印の停留所相互間）の利用はできない。
Aルート（3駅接続型）
- 初芝駅前★ - 新金岡駅前★ - 堺市立のびやか健康館前★ - 野遠東 - 中村町 - 南新町★ - 南花田町会館前 - 常盤西公園前 - 北花田駅前★

事実上の旧「Aルート北部」の後継。
Bルート（2駅接続型）
- 新金岡駅前★ - 八下町 - 丹上地蔵尊前 - 石原町公民館前 - 大饗野公園前 - 初芝駅前★

事実上の旧「Aルート南部」の後継。
Cルート（1駅接続・循環型）
- 北野田駅前★ - 菅生 - 青南台公園前 - さつき野西1丁目 - 多治井自治会館前 - 美原区役所前 - 美原総合福祉会館前★ - 南府住集会所前 - 北野田駅前★

事実上の旧「Bルート」の後継。
Dルート（2駅接続型）
- 津久野駅前★ - 堺市立総合医療センター前★ - 上野芝中学校前 -深井中央中学校西 - 土師校区地域会館前 - 大野芝変電所東 - 中区役所前★ - 深井駅前（東口）★

事実上の旧「Dルート」の後継。
Eルート（2駅接続型）
- 深井駅前（東口）★ - 中区役所前★ - 史跡土塔東 - 東陶器 - 福町上西 - 北野田駅前★

事実上の旧「Cルート北部」の後継。
Fルート（2駅接続型）
- 深井駅前（東口）★ - 中区役所前★ - 畑山会館前 - 泉ヶ丘東中学校東 - 平井 - 楢葉自治会館前 - 深坂中 - 泉ヶ丘駅前（北口）★

事実上の旧「Eルート北部」「Fルート」の後継。
Gルート（3駅接続型）
- 深井駅前（東口）★ - 中区役所前★ - 泉ヶ丘駅前（北口）★ - しょうぶ池自治会集会所前 - 陶器北かげろう公園前 - 陶器川 - 福町上 - 虹ヶ丘 - 北野田駅前★

事実上の旧「Cルート南部」「Eルート南部」の後継。
Hルート（2駅接続型）
- 鳳駅前（駅前に直接乗り入れ）★ - 西区役所前★ - 平岡町南 - 福泉上小学校北 - 菱木神社前 - 太平寺 - 栂・美木多駅前（北口）★

事実上の旧「Gルート北部」「Hルート北部」の後継。
Iルート（3駅接続型）
- 泉ヶ丘駅前（北口）★ - 逆瀬川 - 富蔵上 - 三木閉公民館前 - 大庭寺 - 南高尾 - 栂・美木多駅前（北口）★ - 鳳駅前（駅前に直接乗り入れ）★

事実上の旧「Gルート南部」「Hルート南部」「Iルート」の後継。

### 実証実験時の運行ルート（2016年3月末まで）
2016年3月31日まで実施されていた実証実験時のルートは下記の通り。起終点は同一だが別経路を運行する路線が2つずつ存在する。
Aルート（2駅接続型）
- 新金岡駅前★ - 中村町 - 野遠東 - 石原町公民館前 - 大饗野公園前 - 初芝駅前★

Bルート（1駅接続・循環型）
- 北野田駅前★ - 菅生 - 青南台公園前 - さつき野西1丁目 - 多治井自治会館前 - 美原区役所前 - 北野田駅前

Cルート（2駅接続型）
- 深井駅前（東口）★ - 史跡土塔東 - 東陶器小学校前 - 陶器北のこぎりそう広場前 - 福町上 - 北野田駅前★

Dルート（2駅接続型）
- 津久野駅前★ - 上野芝中学校前 -深井中央中学校西 - 土師校区地域会館前 - 大野芝変電所東 - 深井駅前（東口）★

Eルート（2駅接続型）
- 深井駅前（東口）★ - 畑山会館前 - 泉ヶ丘東中学校東 - 陶器北のこぎりそう広場前 - 陶器北かげろう公園前 - しょうぶ池自治会集会所前 - 泉ヶ丘駅前（北口）★

Fルート（2駅接続型）
- 深井駅前（東口）★ - 平井 - 楢葉自治会館前 - 深坂中 - 泉ヶ丘駅前 (北口）★

Gルート（2駅接続型）
- 鳳駅前（駅前に直接乗り入れ）★ - 平岡町南 - 太平寺 - 三木閉公民館前 - 栂・美木多駅前（北口）★

Hルート（2駅接続型）
- 鳳駅前（駅前に直接乗り入れ）★  - 福泉上小学校北 - 菱木神社前 - 南高尾 - 栂・美木多駅前（北口）★

Iルート（1駅接続型）
- 泉ヶ丘駅前（北口）★ - 富蔵自治会館 - 富蔵上 - 逆瀬川

## 車両
車両は、大阪第一交通が保有する定員4名（運転手を除く）のセダン型タクシーを使用する。定員を超える予約があった場合は増車で対応するか、乗車を断る場合がある。